# Kanton Verdun-sur-le-Doubs
Verdun-sur-le-Doubs is een voormalig kanton van het Franse departement Saône-et-Loire. Het kanton maakte deel uit van het  arrondissement Chalon-sur-Saône tot het op 22 maart 2015 werd opgeheven en de gemeenten werden opgenomen in het op die dag gevormde kanton Gergy.

## Gemeenten
Het kanton Verdun-sur-le-Doubs omvatte de volgende gemeenten:
- Allerey-sur-Saône
- Les Bordes
- Bragny-sur-Saône
- Charnay-lès-Chalon
- Ciel
- Clux-Villeneuve
- Écuelles
- Gergy
- Longepierre
- Mont-lès-Seurre
- Navilly
- Palleau
- Pontoux
- Saint-Gervais-en-Vallière
- Saint-Loup-Géanges
- Saint-Martin-en-Gâtinois
- Saunières
- Sermesse
- Toutenant
- Verdun-sur-le-Doubs (hoofdplaats)
- Verjux